# Ribblehead
Koordinaten: 54° 12′ 42″ N, 2° 20′ 36,7″ W

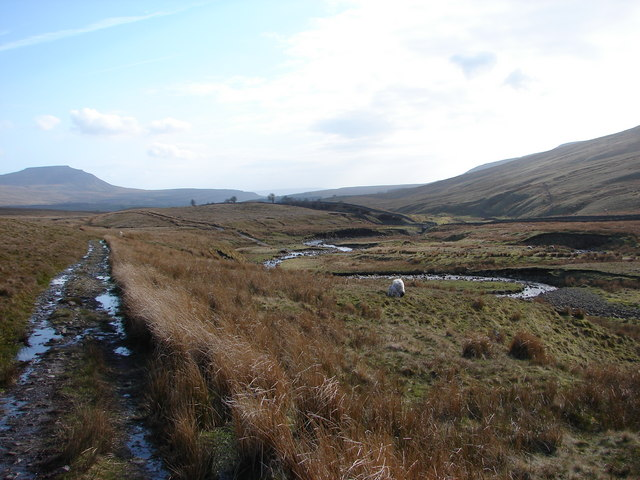
Das Gebiet des Ribblehead. Ingleborough links im Hintergrund und Whernside am rechten Bildrand

Ribblehead ist ein Gebiet in den Yorkshire Dales, North Yorkshire, England und ein kleiner Flusslauf in diesem Gebiet. Das Gebiet ist das Ursprungsgebiet des Flusses Ribble, der hier aus dem Gayle Beck und dem kleinen Zufluss des Ribblehead entsteht.  Das Gebiet wird im Norden vom Blea Moor und im Westen vom Whernside und dem Ingleborough begrenzt.
Der Bahnhof Ribblehead an der Bahnstrecke Settle–Carlisle und der Ribblehead-Viadukt sind markante Bauwerke am Ribblehead. Die Orte Horton in Ribblesdale und Ingleton liegen in der Nähe von Ribblehead.
Ribblehead ist eine ausgegrabene ländliche Siedlungen im Danelag und Königreich York. Hier fand sich ein Langhaus, das norwegischen Gebäuden der gleichen Zeit ähnelt. 